# Сарафово
Сарафово е бивше село, понастоящем квартал на град Бургас. Кварталът има 3601 жители към 2017 година. Намира се на 10 km от центъра на града. Близостта до курортите Поморие (7 km), Несебър и Слънчев бряг (25 km) осигурява на Сарафово достъп до изградена и поддържана пътна инфраструктура. В квартала има строителство на жилищни сгради както за сезонно, така и за целогодишно обитаване. Заради модерната си инфраструктура, елегантните къщи, разположени сред много жива зеленина и приятни градини, наричат често Сарафово „Бургаския Бевърли Хилс“ или „Ориндж Каунти“. Сарафово се разширява в посока Военната станция и местността Кюшето (бъдещ квартал на Бургас). В квартала се намира основното училище „Хр. Ботев“, както и второто най-натоварено летище в България – Летище Бургас.

## Географско положение
Благодарение на разположението си на Бургаския залив, Сарафово се радва на висока средна температура на морската вода, което удължава курортния сезон до месец октомври; зимата също е мека. Поради мекия си климат кварталът се радва на непрекъснатото посещение на руснаци.
Разположен е на хълм на самия бряг на Черно море, откъдето се открива гледка към целия Бургаски залив, Бургас, Созопол, Поморие и планинските възвишения на Странджа планина.

## История
Сарафово възниква в периода 1912 – 1922 г., като първите заселници са бежанци от Одринска Тракия.
Първоначално селището е било наименувано Папарус, като на 28 август 1922 г.  получава статут на самостоятелна единица в рамките на Поморийска околия, а през 1929 г. получава днешното си наименование на името на инж. Стоимен Сарафов. Според него още при първия му оглед на местността са забелязани всички преимущества на бъдещото селище – от едната страна е мерата и черноземните почви, а от другата страна морето. Учудващо е, че 40 – 50 години преди реалното развитие на туризма инж. Сарафов е предвиждал новосъздаденото селище в бъдеще да стане туристически курорт и проектирал отлична инфраструктура – широки и прави улици и тротоари, няколко градински парка и училище.
От 12 ноември 1987 г. с решение на Държавния съвет селището е включено към град Бургас и се превръща в негов квартал.
През 2022 г. се честват 100 години от основаването на квартала. Празникът се провежда в два поредни дни – на 27 и 28 май. Началото е на 27 май от 17:00 с поставяне на паметна плоча на основателя на квартала – инженер Сарафов, пред НЧ „Ангел Димитров“ в квартала.
Тя е открита от кмета на Бургас Димитър Николов, в присъствието на други официални лица от Община Бургас. Празникът продължава с концерт-рецитал в голямата зала на читалището, а в малката е разположена изложба на Етнографския музей под наслов „Бежанците“, която включва традиционни носии, уреди от бита на българските бежанци след Първата световна война – първи заселили квартала.
На 28 май от 11:00 се провежда родова среща на близките на първите заселници. Прожектиран е документалният филм „Дом за овце и сънища“.
От 18:00 на територията на „Рибарско пристанище“ – Сарафово на импровизирана сцена се провежда детски празник с томболи, игри и много награди.
Малко по-късно, от 19:00, в бургаския квартал се провежда концерт на фолклорен народен ансамбъл „Странджа“ и акустичен концерт на бургаската рок звезда Таня Di и Благовест Зерлиев – бившият вокал на група „Атлас“ и голямата бургаска певица Тони Димитрова.
Събитието приключва със заря.

## Транспорт
Кварталът се обслужва от автобусна линия № 15 и 15A (сезонна).

## Личности
Родени в Сарафово
- Стоимен Сарафов (1865 – 1931) – политик и стопански деец, на когото е наречено село Сарафово
- Валери Иванов (p. 2006) - ученик и привърженик на идеала за "Перфектно ПГКПИ"

## Забележителности
- Природен резерват „Атанасовско езеро“, разположен на 3 km от Сарафово.
- Новопостроен православен храм „Свети Николай Чудотворец“ (отворен за посещения ежедневно от 08:00 до 18:00 ч.)
- Музей на българската авиация, разположен на летище Бургас, (след концесията превърнат в нов терминал)
- Дом-музей на семейство Иванови – Сава Иванов, предприемач и собственик на верига ресторанти за печено месо, наследник на участници в македоно-революционните движения, и Мартина Иванова – собственичка на недвижим(и) имот(и), правнучка на старши лейт. Антон Иванов и завърнала се в България след емигрантски живот в Северна Америка.